# 탁사정
탁사정(卓思政, ?~?)은 고려의 무관이다. 1010년(현종 1) 동북계도순검사(東北界都巡檢使)로서 거란의 침입을 방어하고, 1011년 어사중승(御史中丞)을 거쳐 우간의대부(右諫議大夫)에 올랐다.

## 생애
1009년(목종 12) 김치양(金致陽)이 난을 일으켜 천추전(千秋殿)에 불이 났을 때 탁사정은 중랑장(中郞將)으로서 친종장군(親從將軍) 유방(庾方), 중랑장 류종(柳宗)·하공진(河拱辰)과 함께 근전문(近殿門)에 상직(常直)하며 만일의 사태에 대비했다. 이 때 태의(太醫) 기정업(奇貞業), 태복(太卜) 진함조(晉含祚), 태사(太史) 반희악(潘希渥), 재신(宰臣)인 참지정사(叅知政事) 유진(劉瑨), 중추원사(中樞院使) 최항(崔沆), 급사중(給事中) 채충순(蔡忠順) 등은 은대(銀臺)에서 직숙(直宿)하였다. 강조(康兆) 일파가 난을 진압하고 정권을 잡게 되자 급사중(給事中)이던 탁사정은 하공진과 함께 강조의 당파로 참여하였다.
1010년(현종 1) 거란의 2차 침입 때 동북계도순검사(東北界都巡檢使)가 되어 서경(西京)에서 중랑장 지채문(智蔡文)과 함께 적군 한기(韓杞)의 군사를 격파하였다. 한기(韓杞)가 소리쳐 말하기를, “황제께서 지난번 유경·노의로 하여금 조서를 보내어 알아듣게 타일렀는데, 어찌 지금까지 소식이 없는가? 만약 명령을 거역하지 않을 것이라면, 유수(留守)·관료들은 와서 나의 지시를 듣도록 하라.”라고 하였다. 탁사정이 한기의 말을 듣고 지채문과 함께 모의하여 휘하의 정인(鄭仁) 등으로 하여금 날랜 기병을 거느리고 돌격하게 하였다. 한기 등 100여 명을 척살하고 나머지는 모두 사로잡으니, 살아서 돌아간 자가 하나도 없었다. 이어 승(僧) 법언(法言)과 함께 군사 9천여 명을 거느리고 임원역(林原驛) 남쪽에서 3천여 명의 적을 사살하는 전과를 거두었다. 법언은 전사하고 거란이 대대적으로 서경을 공격해오자 평양성을 버리고 후퇴하였다.
1011년 음력 3월 15일(양력 4월 20일) 어사중승(御史中丞)이 되고, 음력 4월 4일(양력 5월 9일) 우간의대부(右諫議大夫)에 올랐다. 그러나 같은 해 음력 8월 15일(양력 9월 15일) 강조(康兆)의 당여(黨與)로 논책되어 박승(朴昇)·최창(崔昌)·위종정(魏從政)·강은(康隱)과 함께 섬에 유배되었다.

## 탁사정이 등장한 드라마
- 《천추태후》(KBS, 2009년) 배우 : 정의갑
- 《고려 거란 전쟁》(KBS, 2023년~2024년) 배우 : 조상기